# 청록

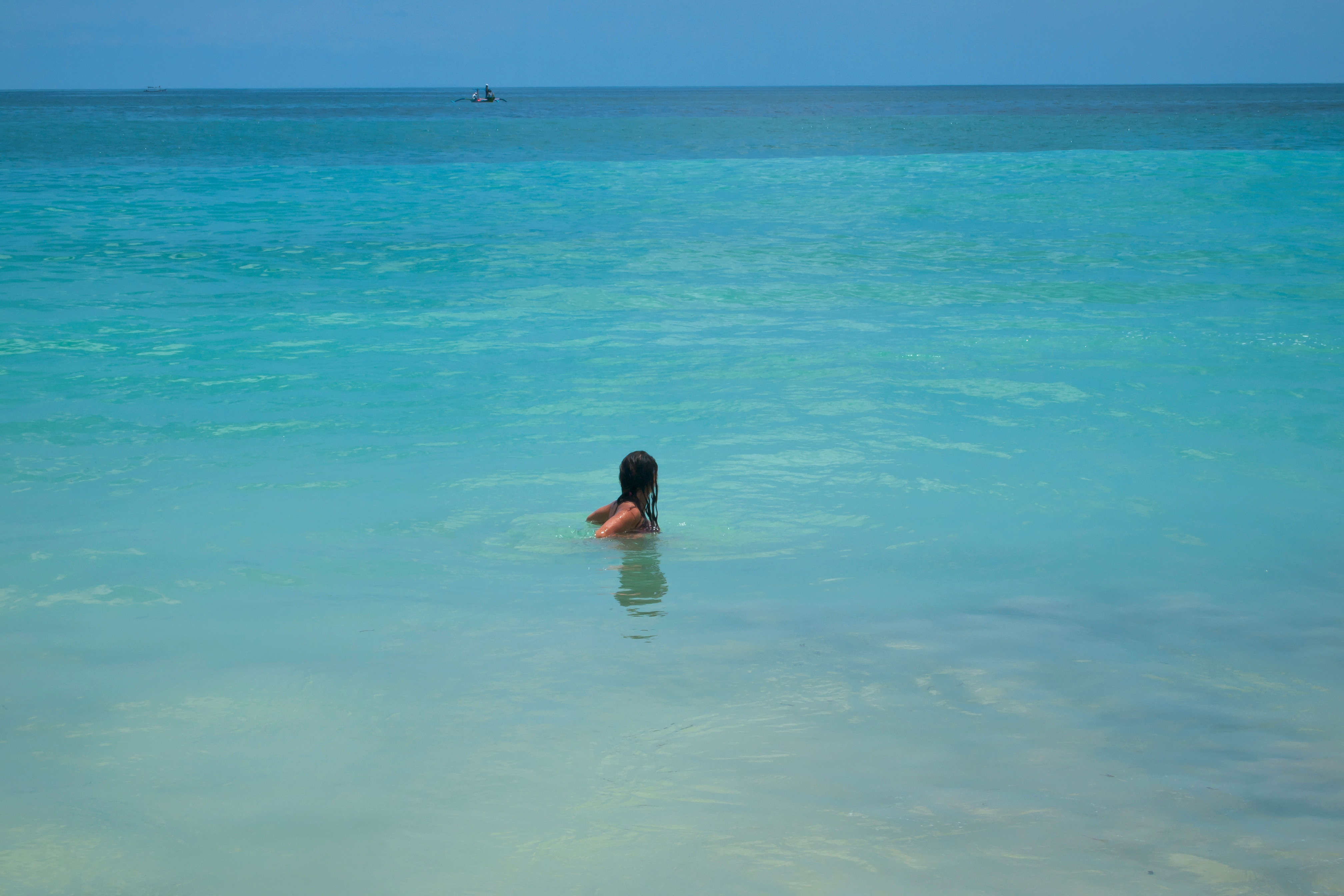

청록(靑綠, Blue Green, BG)은 색의 하나이다. 파랑과 초록의 중간색이다.

## 교통 수단
- 수도권 전철 경춘선, 광주 도시철도 1호선의 대표 색상이다.
- 경기도 일반시내버스가 이 색상을 사용한다.

## 기타
- 바른미래당을 상징하는 색깔이다.